# روسلان مرادف
روسلان حمید اوغلو مرادف (به ترکی آذربایجانی: Muradov Ruslan Həmid oğlu؛ زاده ۲۷ ژوئن ۱۹۷۳ در مینگه‌چویر، آذربایجان شوروی - درگذشت ۲۲ اوت ۱۹۹۲ در پاپراوند، شهرستان آق‌دام، جمهوری آذربایجان) سرباز و قهرمان ملی جمهوری آذربایجان بود که در جنگ قره‌باغ کشته شد.

## سنین جوانی و تحصیل
مرادف در ۲۷ ژوئن ۱۹۷۳ در مینگه‌چویر در آذربایجان شوروی زاده شد. او در سال ۱۹۹۰، تحصیلات متوسطه خود را در مینگه‌چویر به پایان رساند؛ سپس در کارخانه لاستیک فنی مینگه‌چویر، جایی که پدرش در آنجا کار می‌کرد، شروع به کار کرد. او در سال ۱۹۹۲ به نیروهای مسلح جمهوری آذربایجان پیوست و به‌عنوان نیروهای یگان ارتش جمهوری آذربایجان در روستای پاپراوند از توابع شهرستان آق‌دام که اکنون نور کارمیراوان نامیده می‌شود، منصوب شد.

## زندگی شخصی
مرادف مجرّد بود.

## جنگ قره‌باغ
هنگامی که درگیری‌های ارامنه و آذری‌ها شدت گرفت، مرادف داوطلبانه به نیروهای مسلح جمهوری آذربایجان پیوست و برای شرکت در نبردهای پیرامون روستای پاپراوند از توابع شهرستان آق‌دام اعزام شد. این روستا از سربازان ارمنی پس گرفته شد.
در سال ۱۹۹۲ یکی از هواپیماهای متعلق به جمهوری آذربایجان به ناحیه‌ای که تحت کنترل سربازان ارمنی بود وارد شد و در پایان سرنگون شد. گروهی از سربازان آذربایجانی برای نجات مجروحان اعزام شدند.
مرادف در طی این نبردهای در ۲۲ اوت ۱۹۹۲ در پاپراوند کشته شد.

## افتخارات
روسلان مرادف پس از مرگ با حکم شماره ۲۹۰ ریاست جمهوری به تاریخ ۶ نوامبر ۱۹۹۲، عنوان قهرمان ملی جمهوری آذربایجان را دریافت کرد.
وی را در گورستان بلوار شهدای مینگه‌چویر به خاک سپردند. مدرسه متوسطه شماره ۱۵ در مینگه‌چویر به نام وی نام‌گذاری شد.